# Pseudophacopteron alba
Pseudophacopteron alba är en insektsart som först beskrevs av Yang och Tsay 1980.  Pseudophacopteron alba ingår i släktet Pseudophacopteron och familjen Phacopteronidae. Inga underarter finns listade i Catalogue of Life.